# WTA Nagoya
Das WTA Nagoya (offiziell: TVA Cup Ladies Open) war ein Damen-Tennisturnier der WTA Tour, das in der japanischen Stadt Nagoya auf Teppich ausgetragen wurde.

## Siegerliste

### Einzel
| Jahr                   | Siegerin     | Finalgegnerin   | Ergebnis    |
| ---------------------- | ------------ | --------------- | ----------- |
| 1980                   | Dana Gilbert | Barbara Jordan  | 5:1 Aufgabe |
| ↓ Kategorie: Tier IV ↓ |              |                 |             |
| 1995                   | Linda Wild   | Sandra Kleinová | 6:4, 6:2    |

### Doppel
| Jahr                   | Siegerinnen                      | Finalgegnerinnen               | Ergebnis |
| ---------------------- | -------------------------------- | ------------------------------ | -------- |
| 1980                   | Lindsay Morse Jean Nachand       | Nerida Gregory Marie Pinterova | 6:3, 6:1 |
| ↓ Kategorie: Tier IV ↓ |                                  |                                |          |
| 1995                   | Kerry-Anne Guse Kristine Radford | Rika Hiraki Park Sung-hee      | 6:4, 6:4 |